# Kiyoko Ami
Kiyoko Ami (jap. 阿見 紀代子, Ami Kiyoko; * um 1955) ist eine japanische Jazzmusikerin (Vibraphon, Gesang).
Kiyoko Ami lernte zunächst klassisches Piano und wechselte dann zum Vibraphon; gegen den Widerstand ihrer Eltern wurde sie Jazzmusikerin. Um 1980 leitete sie mit der Pianistin Sakurako Ogyu ein gemeinsames Quartett, dem auch Yasuhisa Akutsu (Kontrabass) und Takaaki Nishikawa (Schlagzeug) angehörten (Message from a Sheep, 1981). Als Sängerin nahm sie 1991 in New York City, begleitet von Shinpei Inoue, Fujio Honda, Tsutomu Okada, Carl Allen und Rudy Bird, das Album Rhapsody in N.Y. auf. 2001 entstand das Livealbum Dream More Dreams, das Ami (Vibraphon) mit Q. Ishikawa, Yoshiki Uta, Brian Nova, Buddy Catlett und Greg Williamson einspielte. Sie gab auch Konzerte in Deutschland, Italien und Kanada.
Seit 1995 führt sie im Tokioter Stadtteil Ginza den Nachtclub Ami’s Bar, in dem auch schon ihr Idol Lionel Hampton auftrat.

## Diskographische Hinweise
- Kiyoko Ami & Elmer Gill: Ami & Elmer: Powerful Night II – Come Rain or Come Shine (1998), mit Q. Ishikawa, Shungo Sawada, Stan Gilbert, Bison Katayama